# Larry Graham
Larry Graham, Jr. (Beaumont, Texas, 14 augustus 1946) is een Amerikaans basgitarist, baritonzanger, componist en platenproducer. Hij is het best bekend als de bassist van Sly & the Family Stone en als de oprichter en voorman van Graham Central Station. Graham wordt gezien als de uitvinder van de slapping-techniek, wat ervoor zorgde dat het toonbereik van de basgitaar radicaal werd uitgebreid.

## Biografie
Graham speelde basgitaar in de zeer succesvolle en invloedrijke funk-, soul- en rockband Sly & the Family Stone van 1966 tot 1972. Toen de band, door onder andere het drugsmisbruik van de voorman Sly Stone geleidelijk aan uit elkaar viel, vormde Graham zijn eigen band, genaamd Graham Central Station. De naam is een woordenspel op Grand Central Station, een beroemd treinstation in Manhattan, New York. De band had meerdere hits in de jaren zeventig, waaronder Hair.
In het midden van de jaren zeventig had Larry Graham tevens een belangrijk aandeel in de carrière van de funk- en soulzangeres Betty Davis, de vrouw van de jazzlegende Miles Davis. Met een band die tevens leden van de Tower of Power-blazers en The Pointer Sisters bevatte, gaf Betty Davis drie albums uit, die positieve kritieken kregen, maar weinig commercieel succes boekten.
In 1975 werd Graham Jehova's getuige.
In het begin van de jaren tachtig bracht Graham vijf soloalbums uit en had hij enkele solohits. Zijn grootste hit had hij in 1980 met de ballade One in a Million, You, die nummer negen bereikte in de Billboard-lijst.
Begin jaren negentig werd hij gevraagd door komediant Eddie Murphy om de bandleider en bassist te worden in de begeleidende band Psychedelic Psoul. Ook zingt hij voor de single Look To The Future (1991) van de groep Fortran 5.
Eind jaren negentig ging hij op tournee onder de naam Larry Graham and Graham Central Station. Ze traden onder meer op op het North Sea Jazz Festival (1996) en Paradiso. In 1998 bracht hij, met behulp van een nieuwe band die ook gebruik maakte van de naam Graham Central Station, nog een album uit op Prince's NPG Records. Twee van de nieuwe bandleden waren de voormalige Family Stone-collega's Cynthia Robinson en Jerry Martini. Rond dezelfde tijd was hij ook een lid van Prince's begeleidingsband de New Power Generation, waarmee hij van 1998 tot en met 2001, en de jaren daarop nog incidenteel, toerde. Graham bekeerde Prince in die periode ook tot de Jehova's getuigen.
In 2010 kwam het album Raise Up uit en dit was een bescheiden hit. Ondanks het uitblijven van grote hits werd Graham steeds bekender in Nederland. Hij nam de door hem in 2012 ontdekte band My Baby op sleeptouw en speelde hier een aantal concerten met hen. Tevens speelde hij samen met My Baby in De Wereld Draait Door en was hij regelmatig te gast in het radioprogramma van Giel Beelen. Op Pinkpop 2014 was hij te gast bij het optreden van Jett Rebel.
Hij is een oom van de Canadese rapper Drake.

## Discografie

### Albums
| Jaar | Album                         |
| --- | ----------------------------- |
| 1980 | One in a Million You          |
| 1981 | Just Be My Lady               |
| 1982 | Sooner or Later               |
| 1983 | Victory                       |
| 1985 | Fired Up                      |
| 1999 | Graham Central Station 2000 1 |
| Opmerkingen: Alle albums zijn uitgebracht door Warner Bros. Records, behalve waar aangegeven. 1. Uitgebracht door NPG Records. |                               |

### Hitsingles
| Jaar | Single               | Hoogste positie Amerikaanse Hot 100 |
| ---- | -------------------- | ----------------------------------- |
| 1980 | One in a Million You | 9                                   |
| 1980 | When We Get Married  | 76                                  |
| 1981 | Just Be My Lady      | 67                                  |

- Bibsys: 5101565
- Bibliothèque nationale de France: cb14042501r (data)
- Gemeinsame Normdatei: 134642031
- International Standard Name Identifier: 0000 0000 7841 2663
- Library of Congress Control Number: n96014742
- MusicBrainz: 87982d06-55e1-456c-a11e-9911cc320f45
- Nationale Bibliotheek van Tsjechië: xx0070271
- Réseau des bibliothèques de Suisse occidentale: 02-A023109758
- Système universitaire de documentation: 163397414
- Virtual International Authority File: 85756903
- WorldCat: E39PBJcrf8Pr7q8ffkgP7yPCwC